# Висяща църква
Копската православна църква „Света Богородица“ в Кайро, известна като Висящата църква (на арабски: الكنيسه المعلقه или al-Kanīsa al-Muʿallaqa) е сред най-старите църкви в Египет.
Наричана е така поради разположението ѝ върху портата на крепостната стена на „Египетския Вавилон“ – римската цитадела на коптската част на Кайро. При това сградата се намира върху проход на стената. За да се достигне до църквата, трябва да се изкачат 29 стъпала. Затова е била наричана в миналото Църквата със стъпалата. Между XI и XIII век тук се намира резиденцита на коптския патриарх от Александрия.
Висящата църква е украсена със 110 икони, като най-старата от тях е от VIII век. Иконостасът е правен от абаносово дърво с вградена слонова кост.

## Галерия
- Трикорабна църковна сграда
- Входът от улицата
- Детайл от амвона
- Иконостасът
- Богомолци във вътрешността на църквата
- Цилиндричен свод на средния кораб
- Една от скъпите икони
- Владиците на коптската православна църква